# Ostróvskaya Shchel
Ostróvskaya Shchel (del ruso: Островская Щель) es un jútor del raión de Tuapsé del krai de Krasnodar, en el sur de Rusia. Está situado cerca de la orilla derecha del curso alto del Pshish, afluente del Kubán, 25 km al nordeste de Tuapsé y 69 km al sur de Krasnodar, la capital del krai.  Tenía 324 habitantes en 2010.
Pertenece al municipio Shaumiánskoye.

## Historia
El jútor aparece en los registros de 1923 como parte del vólost Jadyzhenski del otdel de Maikop del óblast de Kubán-Mar Negro. A partir del 10 de marzo de 1925 pasa a formar parte del selsoviet Yelizavetpolski (desde 1938 Shaumianski) y del raión nacional armenio del krai del Cáucaso Norte. El 22 de agosto de 1953 el selsoviet pasa al raión de Tuapsé.